# Ignazio Ceffalia (Geistlicher)

Wappen von Ignazio Ceffalia

Ignazio Ceffalia (* 28. April 1975 in Palermo) ist ein italienischer römisch-katholischer Geistlicher, Erzbischof und Diplomat des Heiligen Stuhls.

## Leben
Ignazio Ceffalia studierte Philosophie und Theologie und empfing am 6. August 2003 das Sakrament der Priesterweihe für die Eparchie Piana degli Albanesi.
Er wurde nach weiteren Studien im Fach Kanonisches Recht promoviert und trat zum 1. Juli 2006 in den diplomatischen Dienst des Heiligen Stuhls. Er war an den Apostolischen Nuntiaturen in Ecuador und Thailand sowie an der ständigen Vertretung des Heiligen Stuhls beim Europarat in Straßburg tätig. Außerdem war er in der Sektion für die Beziehungen mit den Staaten des Staatssekretariats eingesetzt. Vor der Ernennung zum Erzbischof war er zuletzt im Rang eines Nuntiaturrats in Venezuela tätig. Am 1. März 2014 verlieh ihm Papst Franziskus den Ehrentitel Päpstlicher Ehrenkaplan und am 13. Dezember 2019 den Ehrentitel Päpstlicher Ehrenprälat.
Papst Franziskus ernannte ihn am 25. März 2025 zum Titularerzbischof pro hac vice von Fiorentino und zum Apostolischen Nuntius in Belarus. Kardinalstaatssekretär Pietro Parolin spendete ihm am 22. Mai desselben Jahres im Petersdom die Bischofsweihe. Mitkonsekratoren waren der emeritierte Erzbischof von Agrigent, Francesco Kardinal Montenegro, und Erzbischof Paul Gallagher, Sekretär für die Beziehungen mit den Staaten im Staatssekretariat.
Der gleichnamige deutsche Kommunalpolitiker Ignazio Ceffalia ist sein Cousin.